# Beatriz Coira
Beatriz Lidia Luisa Coira es una geóloga argentina. Es reconocida como referente en el área de vulcanismo.

## Biografía
Beatriz Coira se licenció como geóloga en la Facultad de Ciencias Exactas y Naturales de la Universidad de Buenos Aires en 1966. Su tesis versó sobre la Cordillera Frontal de Mendoza (Argentina). En 1973 alcanzó el grado de doctora con una tesis sobre la geología y la petrología en la región de Abra Pampa en la Puna argentina. Fue una pionera en los estudios sobre esta región, lo cual le valió ser llamada "La reina de la Puna".
Beatriz Coira trabajó en el Servicio Geológico Nacional en los años sesenta. Luego de su tesis doctoral se radicó en el Noroeste argentino y realizó sus investigaciones para el CONICET, en la categoría de investigadora principal. Fue profesora en la Universidad Nacional de Jujuy, con el cargo de profesora titular de la Cátedra Petrología y Petrografía. Se desempeñó además como consejera académica en la UNJu y directora del Instituto de Geología y Minería de esta universidad.
Tuvo una labor destacada en la formación de recursos humanos en su área, dirigiendo numerosas tesis y trabajos de investigación.

## Premios y reconocimientos
- En 2012 fue galardonada con el Premio Strobel para investigadores destacados en el campo de las Ciencias de la Tierra en 2012, en virtud de su extenso recorrido docente y sus relevantes aportes a la geología regional, la metalogenia y los procesos volcánicos del Noroeste argentino.[4]
- En 2014 recibió la distinción a la Mujer destacada en Minería por parte de Argentinamining.[5]
- En 2019 fue homenajeada por sus colegas en el V Simposio del Mioceno-Pleistoceno del Centro y Norte de Argentina.[6]